# گرانشان
شهر گرانشان در بخش لوبرن  در ایالت سولوتورن در کشور سوئیس  واقع شده‌است که  ۱۶٬۰۰۰ نفر جمعیت دارد.